# Dennis Stewart (acteur)
Dennis Cleveland Stewart (Los Angeles, 29 juli 1947 – aldaar, 20 april 1994) was een Amerikaans acteur.
Stewart speelde Leo (Crater Face, leider van de Scorpions) in Grease, maar verscheen als Balmudo in Grease 2. Verder speelde hij gastrollen in series als The A-Team, MacGyver en in de eerste aflevering van Moonlighting. 
In 1993 kreeg Stewart aids, en overleed een jaar later, op 46-jarige leeftijd, aan een hartstilstand; een direct gevolg van de ziekte.

## Filmografie
- Pete's Dragon (1977) - Visser (Niet op aftiteling)
- Grease (1978) - Leo, lid Scorpions
- Sergeant Pepper's Lonely Hearts Club Band (1978) - Danser
- Wonder Woman Televisieserie - Kerwin (Afl., Disco Devil, 1978)
- Elvis (Televisiefilm, 1979) - Rol onbekend
- Zoot Suit (1981) - Swabbie
- Grease 2 (1982) - Balmudo
- The Greatest American Hero Televisieserie - Lenny (Afl., It's Only Rock and Roll, 1983)
- D.C. Cab (1983) - Schurk met skimasker
- Moonlighting Televisieserie - Man met blonde hanenkam (Afl., Moonlighting (Pilot), 1985)
- Hunter Televisieserie - Rol onbekend (Afl., The Snow Queen: Part 2, 1985)
- Misfits of Science Televisieserie - Taggart (Afl., Steer Crazy, 1985)
- The A-Team Televisieserie - Kid  (Afl., Waiting for Insane Wayne, 1986)
- Alfred Hitchcock Presents Televisieserie - Dief #2 (Afl., Four O'Clock, 1986)
- MacGyver Televisieserie - Tom (Afl., Three for the Road, 1986)
- Police Story: Cop Killer (Televisiefilm, 1988) - Ronnie Sample
- Cop (1988) - Lawrence 'Birdman' Henderson
- Fatal Charm (Televisiefilm, 1990) - Moody
- Parker Lewis Can't Lose Televisieserie - Gemene vent (Afl., Randall Without a Cause, 1991)
- Parker Lewis Can't Lose Televisieserie - Celmaat (Afl., Obscene and Not Heard, 1991)